# 里永区
里永区（法語：Arrondissement de Riom）是法国多姆山省所辖的一个区。总面积2705.3平方公里，总人口136061，人口密度每平方公里50人（2018年）。主要城镇为里永。

## 辖区
里永区辖有155个市镇。